# Taquaritinga do Norte
Taquaritinga do Norte is een gemeente in de Braziliaanse deelstaat Pernambuco, gesticht in 1877. Het ligt op een hoogte van ongeveer 785 meter. In 2007 telde de plaats 21.119 inwoners.
De afstand tot de hoofdstad is 164 km en de gemiddelde temperatuur ligt rond de 18 graden Celsius. In Taquaritinga do Norte kan men goed paragliding beoefenen en er wordt ook veel motorcross beoefend, waar ook shows van gegeven worden.

## Geboren
- Tavares da Gaita (1925-2009), componist en muzikant